# Surprise (S.E.S.의 음반)
《Surprise》는 2002년 7월 19일에 발매된 대한민국의 3인조 걸 그룹 S.E.S.의 대한민국 스페셜 4.5집 음반이다.

## 설명
- 타이틀곡은 〈꿈을 모아서〉이며 꿈을 모아서는 일본에서 발매된 싱글 2집의 타이틀곡이다.
- 일본에서 활동한 곡을 한국어로 번안해서 여름 분위기에 맞게 재편곡하였으며, S.E.S. 멤버 전원이 전곡 가사 작업에 참여하였고 바다가 디렉팅을 맡았다.
- 일본 7번째 싱글 타이틀 곡〈Lovin' You〉는 저작권 문제 때문에 수록되지 못했다.
- 이음반은 S.E.S.가 프로듀싱한 음반이다.

## 수록곡
| #            | 제목                                             | 작사                         | 작곡            | 편곡           | 재생 시간 |
| ------------ | ------------------------------------------------ | ---------------------------- | --------------- | -------------- | --------- |
| 1.           | 〈사랑이라는 이름의 용기 (In The Name Of Love)〉 | 바다(프로듀서)               | 시마노 사토시   | 강원석         | 5:15      |
| 2.           | 〈Unh~ Happy Day〉                               | 유진(프로듀서)               | 쿠도 슌사쿠     | 윤치웅         | 5:14      |
| 3.           | 〈꿈을 모아서 (Just In Love)〉                   | S.E.S.(프로듀서)             | 시마노 사토시   | 윤치웅         | 4:50      |
| 4.           | 〈Like A Shooting Star〉                         | 유진(프로듀서)               | 시마노 사토시   | 강원석, 현재욱 | 5:42      |
| 5.           | 〈W/O/U〉                                        | 유진(프로듀서)               | 젠카            | 윤치웅         | 4:17      |
| 6.           | 〈A Song For You〉                               | LEON RUSSELL                 | LEON RUSSELL    | 윤치웅         | 4:30      |
| 7.           | 〈Little Bird〉                                  | 유진(프로듀서)               | 오구라 료       | 강원석         | 3:57      |
| 8.           | 〈Believe In Love〉                              | 슈(프로듀서), 바다(프로듀서) | 시마노 사토시   | 윤치웅         | 5:04      |
| 9.           | 〈Love Is... day by day〉                        | 바다(프로듀서)               | T2ya, 하야토    | 강원석         | 4:33      |
| 10.          | 〈Searchin' for my love〉                        | 바다(프로듀서)               | 타케후미 하케타 | 강원석         | 4:46      |
| 11.          | 〈Sweety Humming〉                               | 슈(프로듀서)                 | 와타나베 젠타로 | 강원석, 현재욱 | 4:49      |
| 12.          | 〈달 끝까지 (Beyound The Moon)〉                 | 바다(프로듀서)               | 미타케 아키라   | 윤치웅         | 4:25      |
| 13.          | 〈운명적인 세상 (Hidden Track)〉                 | 바다(프로듀서)               | 시마노 사토시   | 윤치웅         | 4:33      |
| 총 재생 시간 | 총 재생 시간                                     | 총 재생 시간                 | 총 재생 시간    | 총 재생 시간   | 55:22     |

## 가요 프로그램 순위
MBC 《음악캠프》
- 2001년 9월 1주 4위
- 2001년 9월 2주 4위

SBS 《인기가요》
- 2001년 7월 5주 14위
- 2001년 8월 1주 9위
- 2001년 8월 2주 8위
- 2001년 8월 3주 6위
- 2001년 8월 4주 3위
- 2001년 9월 1주 1위

## 수상

### 지상파
| 연도            | 날짜    | 방송사 | 프로그램 | 수상 | 비고     | 결과 | 출처 | 노래                            | 앨범                  |
| --------------- | ------- | ------ | -------- | ---- | -------- | ---- | ---- | ------------------------------- | --------------------- |
| 2001년 (총 1회) | 9월 2일 | SBS    | 인기가요 | 1위  | 통산 1주 | 수상 |      | 타이틀 《꿈을 모아서》 (총 1회) | 스페셜 4.5집 (총 1회) |